# Абдуллаев, Фархот Шамсудинович
Фархо́т Шамсуди́нович Абдулла́ев (тадж. Фархот Шамсудинович Абдуллаев; род. 12 апреля 1956, Душанбе) — советский и российский актёр, режиссёр, и сценарист.

## Биография
Родился 12 апреля 1956 в Душанбе.
В 1979 году окончил исторический факультет ТГУ им. В. И. Ленина.
В 1989 году окончил режиссёрское отделение Всесоюзного государственного института кинематографии имени С. А. Герасимова им С. Герасимова (мастерская Игоря Таланкина).
В настоящее время живёт и работает в Москве.

## Фильмография

### Актёр
- 1982 — Время зимних туманов — Карим
- 1983 — На перевале не стрелять!
- 1983 — Приключения маленького Мука — главный министр
- 1984 — Позывные «Вершина»
- 2005 — Sказка о sчастье
- 2010 — Варенька. И в горе, и в радости

### Режиссёр-постановщик
- 1989 — Волчьи похороны (в качестве диплома)
- 1991 — Чужая игра
- 1992—1995 — Таджикистан. Военные хроники (документальный)
- 2000 — Возвращение (документальный)
- 2005 — Ловитор
- 2007 — Миллионер поневоле
- 2011 — Презумпция согласия
- 2013 — Старшая сестра

### Сценарист
- 1991 — Чужая игра
- 2005 — Ловитор
- 2013 — Старшая сестра